# درة كهكمو (حومة بم)
درة کهکمو (بالفارسية: دره کهکمو) هي قرية تقع في إيران في منطقة مركزية ريفية.